# Вилалфонсина
Вилалфонсѝна (на италиански: Villalfonsina) е село и община в Южна Италия, провинция Киети, регион Абруцо. Разположен е на 203 m надморска височина. Населението на общината е 1008 души (към 2010 г.).